# Naka-zima
Naka-zima (Transkription von japanisch 中島 ‚Mittlere Insel‘) ist kleine Insel vor der Prinz-Harald-Küste des ostantarktischen Enderbylands. Sie liegt auf halbem Weg zwischen der japanischen Shōwa-Station auf der Ost-Ongul-Insel und dem Tottsuki Point.
Erste Luftaufnahmen entstanden bei der norwegischen Lars-Christensen-Expedition 1936/37. Diese dienten norwegischen Kartografen 1946 für eine erste Kartierung. Japanische Wissenschaftler nahmen 1957 Vermessungen und 1962 die Benennung vor.